# Klaus-Jürgen Grünke
Klaus-Jürgen Grünke (nascido em 30 de março de 1951) é um ex-ciclista alemão que competiu no ciclismo nos Jogos Olímpicos de Verão de 1976 em Montreal, onde ganhou a medalha de ouro na prova de 1 km contrarrelógio (pista).